# Stratokumulus
Stratokumulusi (sc) so nizki oblaki sestavljeni iz vode. So sivi ali beli kosmi, prevleka ali plast oblakov, v kateri so skoraj vedno tudi temni deli. Kroglaste in grudaste gmote so lahko tudi valjaste ali bolj ali manj zaobljene. Po svoji kopasti obliki so nekoliko podobni kumulusom, a so zaradi velike razprostranjenosti in spodnje slojevitosti podobni stratusom. Širina posameznih delov je lahko večja od 5 stopinj (širina več kot štirih prstov na iztegnjeni roki). Ne mečejo zaznavne sence. 
Navadno se pojavljajo v zvezi z inverzijami v obliki stratusov in tudi v drugih vremenskih procesih, to je pri gibanjih in mešanju zraka v spodnjih plasteh ozračja. V glavnem ne prinašajo bistvenega poslabšanja vremena.